# 南漢宸
南漢宸（1895年—1967年1月27日），原名南汝箕，化名王剑秋，男，山西趙城人，中华民国和中華人民共和國政治人物，曾任中國人民銀行首任行長，中国民主建国会第一、第二届中央副主任委员。

## 生平

### 早年
1895年生於山西，後於太原師範學校學習，後參與支持辛亥革命太原起义。1912年入太原高级工业专门学校读书，1915年回乡任小学教员，还经营过煤炭、纺纱、轧棉等实业。1924年北京政变后，任国民军第三军军需官、训练处处长等职。1926年五原誓师后任国民军联军第三军政治部主任

### 追隨楊虎城的中共黨員
1926年10月加入中國共產黨，旋赴苏联参观访问。1927年6月返回西安时，国民军已改编为国民革命军第二集团军，东出潼关参加北伐，冯玉祥兼任河南省政府主席，
1927年“四一二事件”后，豫陕两省“清党”；因身份没有暴露被委任为河南省政府秘书。1927年冬奉河南省委指示赴皖北传达八七会议精神，进入杨虎城留在太和第十军工作。与先期到达杨部、担任第十军政治处处长的中共党员魏野畴一起，帮助杨虎城办起了革命军事干部学校，南任校长，培养了数百名军政骨干。
1927年12月，中共河南省委皖北第二届特委成立，南任特委书记，领导第十军和地方党的工作，不到一个月，党团员由百余人发展到近千人。蒋介石派韩振声到皖北，指名要杨虎城逮南、魏等人。杨虎城拒绝，被韩胁迫去南京向蒋介石“面陈”一切。代理第十军军务的孙蔚如按杨临行前的嘱托，亲自把南送出太和。南到开封，中共河南省委已遭破坏，只好又找到冯玉祥部，先后被任命为豫南赈灾委员会主任、信阳县县长、省府秘书主任、代理民政厅厅长等职。
1930年秋，蒋介石任命正在豫西参加中原大战的杨虎城为陕西省政府主席，杨委南任陕西省政府秘书长，令其先进西安，代杨虎城主持省政府各项工作。南到西安后首先释放了被关押的潘自力、李大章、吕剑人、蒲克敏、徐梦秋、刘继曾等共产党员和革命人士，基本组建了省府班子。
杨到西安后，协助杨全力救灾，并建议杨请水利专家李仪祉担任省建设厅厅长，参与规划、督修泾、洛、渭、梅四条灌渠，使关中农业逐步恢复。南还协助杨大力改革文化教育，曾通过中共地下组织，发动学生驱逐了原教育厅厅长李范一，任命立志发展陕西教育的李百龄为厅长，派进步分子到各学校担任校长。在南的促进、支持下，西安创办了由中共党员主持的《西安日报》和《西北文化日报》；还有两份私营报纸--《新秦日报》和《民意报》。

### 暴露後回歸中共陣營
1932年夏蒋介石决定改组陕西省政府，并通过行政院电告杨“南是共产党员”，要其清理。南主动辞职，杨赠金相送，并建议南去日本避难。
1933年夏，南应吉鸿昌之邀回国参加察哈尔民众抗日同盟军。但他踏入国门时，同盟军已经失败，遂经中共上海中央局同意，到孙殿英部任高等顾问。次年春到天津，不久又奉调去上海从事中共秘密工作。1935年再到天津，与王世英等做特科工作。
1935年，南汉宸派人向杨虎城传达中国共产党八一宣言。西安事变爆发后，周恩来征得杨虎城同意，调南来西安，协助杨处理十七路军总部和西安绥靖公署事务。蒋介石软禁张学良后，东北军和西北军里的少壮派力主以死救张；王以哲、何柱国等高级将领则坚持停战议和。双方剑拔弩张，杨虎城难以驾驭。南奉命做杨的工作，要杨坚定和平解决方针。在杨压力最大的时候，南向杨转达了周恩来的话：“我们(共产党)绝不做对不起朋友的事!”1937年5月27日，杨虎城-离陕赴沪准备出洋，南与陕西各界名流到机场送行。
1937年秋，南随八路军到山西。当时中共正与阎锡山商谈在晋北、绥远和察哈尔合作抗日问题，并准备成立各级战地动员委员会。9月13日，根据周恩来的指示，南到代县太和岭口村第二战区司令长官行营，向阎锡山陈述意见。第二战区民族革命战争战地总动员委员会在太原山西大学礼堂成立。南和邓小平、彭雪枫、程子华四人作为中共代表参加总动委为委员，南还兼任组织部部长。太原沦陷后，南随总动委机关由太原迁到临汾，1938年2月又迁到岢岚
1938年9月，奉调回延安，任中共中央统战部副部长，先后到榆林等地，向东北军何柱国部、晋陕绥边区总司令邓宝珊部宣传抗日，还到晋西北看望山西新军总指挥续范亭。
皖南事变后，边区的外援完全断绝，毛泽东亲自点将，要当时已兼任陕甘宁边区参议会秘书长的南汉宸出任边区政府财政厅厅长。毛对南说：“我们不能跳崖，不能解散，我们要自己动手。”从此，他为整顿边区财政、税收，发动边区军民大生产运动，发展边区经济和保障边区人民的生活，付出了大量心血。
1945年冬，奉调任晋察冀边区政府财政处处长、华北财政办事处副主任兼华北银行总经理。

### 晚年
1948年12月出任中國人民銀行首任行長至1954年9月。1953年后，还兼任中国国际贸易促进会主席、中共党组书记。
1954年第一屆全國人大一次會議卸任，被選為第一屆全國人大常委，亦在第二、第三屆全國人大中連任。
文革被控“里通外国”、“大烟贩子”遭残酷批斗，1967年自杀。

## 身后
1979年1月24日，中共中央为其平反昭雪。